# Dormaa Central Municipal District
Der Dormaa Municipal District ist ein Distrikt der Bono Region in Ghana. Er entstand 2006 durch die Aufteilung des Dormaa Districts in Dormaa East District, Dormaa West District und eben Dormaa Municipal District. Die Hauptstadt des Distrikts ist das namengebende Dormaa Ahenkro. Dormaa Municipal grenzt an die – alle in der Bono Region gelegenen – Distrikte Jaman South, Berekum Municipal, Dormaa East, Asutifi North, Asunafo North Municipal und Dormaa West sowie an den Nachbarstaat Elfenbeinküste.